# غريغ ألمان
غريغ ألمان (بالإنجليزية: Gregg Allman)‏ (مواليد 08 ديسمبر 1947 - الوفاة 27 مايو 2017) هو موسيقي ومغني وكاتب أغاني أمريكي، متخصص بموسيقى الروك. وهو عضو من أعضاء فرقة الأخوة ألمان، والتي أصبحت من رواد روك الجنوب. كتب العديد من الأغاني الشهيرة مثل «وايبنج بوست» و«إت إذ نوت ماي كروس تو بير» و«ميدنايت رايدر» و«إينت ويستن تايم نو مور» و«ميليسا».

## وصلات خارجية
- غريغ ألمان على موقع IMDb (الإنجليزية)
- غريغ ألمان على موقع الموسوعة البريطانية (الإنجليزية)
- غريغ ألمان على موقع ميوزك برينز (الإنجليزية)
- غريغ ألمان على موقع رولينغ ستون (الإنجليزية)
- غريغ ألمان على موقع إن إن دي بي (الإنجليزية)
- غريغ ألمان على موقع أول ميوزيك (الإنجليزية)
- غريغ ألمان على موقع ديسكوغز (الإنجليزية)
- غريغ ألمان على موقع قاعدة بيانات الفيلم (الإنجليزية)

- الموقع الرسمي